# جان غيليس (ملحن)
جان غيليس (بالفرنسية: Jean Gilles)‏ هو ملحن فرنسي، ولد في 8 يناير 1668 في تاراسكون في فرنسا، وتوفي في 5 فبراير 1705 في أفينيون في فرنسا.

## وصلات خارجية
- جان غيليس على موقع ميوزك برينز (الإنجليزية)
- جان غيليس على موقع ديسكوغز (الإنجليزية)